# Alexandra Remmes
Alexandra Remmes (* 10. August 1946; † 25. Mai 2015) war eine deutsche Schriftkünstlerin, Buchmalerin und Malerin.

## Leben

### Kindheit
Alexandra Remmes kam als Kind des Grafik-Designers, Kalligrafen und Malers Leo Nix und der Keramik-Künstlerin Elisabeth Nix in Düsseldorf zur Welt.

### Arbeit in der Werbung
Nach ihrem Grafik-Design-Studium an der Düsseldorfer Fachhochschule mit Abschluss-Examen als Diplom-Designerin arbeitete sie zunächst als Layouterin, Illustratorin und Art Director in verschiedenen Düsseldorfer Werbeagenturen bis ihre Begabung im Bereich Ideenfindung, Konzeption und Text entdeckt wurde. Sie wechselte innerhalb ihrer kreativen Laufbahn vom Grafik-Design zu Konzeption und Text
und betreute Kunden wie Kaufhof AG, Henkel AG, Procter & Gamble, 3M, MMD, Organon, Boehringer und viele mehr zunächst in großen Werbeagenturen, später selbstständig als Free Lancer in den gleichen kreativen Bereichen.

### Selbstständige Künstlerin
1997 wechselte sie von der Werbung in einen rein künstlerischen Bereich und gründete ihr Scriptorium Düsseldorf, Atelier und Schule für Kalligrafie. Seitdem arbeitete sie als Kalligrafin und Schriftkünstlerin sowie Buchmalerin. Ihre künstlerischen Tätigkeitsbereiche umfassten kommerzielle und private Auftragsarbeiten sowie ein umfangreiches Kursangebot als Dozentin. Ihre individuellen Kalligrafie-Kurse, Seminare und Korrespondenzkurse waren national und international gefragt. Zu ihren Studenten gehörten Schriftenthusiasten aus allen Bereichen Deutschlands, dem europäischen Ausland, USA und Japan. In ihrem Atelier unterhielt sie eine ständige Ausstellung.

### Schmuck-AusgabeDer Herr der Ringe
International bekannt wurde Alexandra Remmes durch die Idee und Gestaltung der Schmuck-Ausgabe Der Herr der Ringe für den Verlag Klett-Cotta im Stil der frühmittelalterlichen insularen Buchmalerei. Erstmals wurde durch sie das Werk des zeitgenössischen Autors J.R.R. Tolkien im Stil  des 9. Jahrhunderts gestaltet.
Der Gestaltungsumfang:
- Einband mit Miniatur, Autor und Titel
- Vor- und Nachsatz
- 6 Prachtinitiale mit Vergoldung
- 58 Initiale
- 12 Doppelseiten
- 61 Überschriften
- 58 s/w-Illustrationen (Kapitel-Enden)

### Ehrenamt
Seit 1998 war Alexandra Remmes aktives Mitglied und Kuratoriumsmitglied des Vereins Ars Scribendi, dessen Vorsitzende sie von 2006 bis 2009 war. Außerdem war sie für Ars Scribendi, Internationalen Gesellschaft zur Förderung der Literatur- und Schriftkunst e.V. als Redakteurin der Zeitschrift Ars Scribendi bis 2012 ehrenamtlich tätig.
Seither gehörte Alexandra Remmes zu den wenigen erfolgreichen Schriftkünstlern und Schriftkünstlerinnen in Deutschland, durch die die Kalligrafie – die schöne Schrift – zu neuer Bedeutung gelangt ist.

## Ausstellungen
- Kulturbahnhof Eller, Dezember 1997
- Buchgalerie Mergemeier, März/April 1998
- Droste Buchhandlung, Juni 1998
- Deutsche Bank, Oktober 1998
- Droste-Buchhandlung, Oktober 2000 zur Lesung von Prof. Conrady
- Rathaus Düsseldorf, Dezember 2000
- Schloss Rheydt, Dezember 2000
- Foyer des Düsseldorfer Rathauses, Juni bis August 2001
- Universitätsbibliothek Köln, November 2001
- Frankfurter Buchmesse, 8. bis 13. Oktober 2003, Stand Klett-Cotta
- Düsseldorfer Schadow-Arkaden, 17. bis 31. Oktober 2003
- Bücherbummel, 2006
- Word into Art, 2006
- Kunstpunkte, 1998–2007